# Municipio de Cross Village
El municipio de Cross Village (en inglés: Cross Village Township) es un municipio ubicado en el condado de Emmet en el estado estadounidense de Míchigan. En el año 2010 tenía una población de 281 habitantes y una densidad poblacional de 10,5 personas por km².

## Geografía
El municipio de Cross Village se encuentra ubicado en las coordenadas 45°38′36″N 85°0′40″O / 45.64333, -85.01111. Según la Oficina del Censo de los Estados Unidos, el municipio tiene una superficie total de 26.75 km², de la cual 26,16 km² corresponden a tierra firme y (2,2 %) 0,59 km² es agua.

## Demografía
Según el censo de 2010, había 281 personas residiendo en el municipio de Cross Village. La densidad de población era de 10,5 hab./km². De los 281 habitantes, el municipio de Cross Village estaba compuesto por el 81,85 % blancos, el 0,36 % eran afroamericanos, el 13,17 % eran amerindios y el 4,63 % eran de una mezcla de razas. Del total de la población el 1,07 % eran hispanos o latinos de cualquier raza.